# Marantz
Marantz — компания, производящая и продающая аудиооборудование для профессионального и бытового применения от класса «выше среднего» до класса Hi-End.
Первая аудио-продукция под брендом Marantz была сконструирована и произведена Солом Маранцем (англ. Saul B. Marantz) в его собственном доме в Кью Гарденз, штат Нью-Йорк.

## История
История компании начинается в 1948 году, когда у любителя музыки Сола Бернарда Маранца, как и у многих людей того времени, возник интерес к качественному звуковоспроизведению. Причиной этого стал выпуск долгоиграющих монозаписей (LP) — это сделала компания CBS. Однако звучание оставляло желать лучшего, и Маранц взялся за создание предусилителя: испытывая проблемы с оборудованием, он 4 года работал над ним и в итоге добился своего. Свою разработку Сол назвал Audio Consolette: первые созданные 100 наборов были раскуплены быстро, и в течение того же 1952 года спрос вырос до 400 моделей.
Выпустив этот предусилитель, Сол практически завоевал уважение меломанов: признание подтолкнуло его к официальному основанию компании Marantz в 1953 г. И сразу же начались коммерческие продажи Model 1 Mono Preamplifier — предусилителя, созданного на базе Audio Consolette. Тогда её продавали за 168$, но сегодня коллекционеры готовы заплатить за неё во много раз большую сумму.
В 1956 г. выходит Model 2 Power Amplifier — усилитель мощности, имеющий 2 режима работы. Его выходная мощность могла быть как 25, так и 40 Ватт: модель задала стандарт Hi-Fi аппаратуры 50-х. Через год, в 1957 г., была представлена следующая разработка серии — Model 3 Mono Two-way Channel Divider — устройство, делящее сигнал на 2 моноканала. После этого выходит блок питания Model 4, а вслед за ним усилитель мощности Model 5; от своего известного предшественника он отличается более доступной стоимостью. С рождением стерео возникла необходимость в появлении адаптеров, поэтому Сол Маранц выпустил Model 6. И в том же 1957 году вышел один из самых известных продуктов компании — предусилитель стерео Model 7c Stereo Preamplifier. С того времени звучание Hi-Fi аппаратуры стало действительно высоким, и внимание стало уделяться её эстетическому виду. Компания Marantz работала над этим, и в 1967 году была выпущена Model 7T — первый предусилитель этого производителя, ориентированный на использование в домашних условиях.
Этому предшествовало ещё множество событий: так, в 1962 в продажу поступает 30-Ваттный стереоусилитель мощности, названный в духе всей серии — Model 8.
Через год, в 1963 г., выходит моноусилитель мощности на 70 Ватт, Model 9 и радиоприемник с FM тюнером Model 10.
Производство последней модели привело к высоким затратам, следующим за ней трудностям с финансированием, и в итоге Солу Маранцу пришлось продать своё детище.

## Marantz и Superscope Inc
В 1964 году Джозеф Тушинский (Joseph Tushinsky) покупает компанию Marantz и сразу же берет курс на расширение производства: предполагалось, что компания начнет изготавливать звуковую аппаратуру более широкой направленности.
Поэтому уже в 1966 г. вместе со Standard Radio Corp компания выпускает на японском рынке Model 25, а чуть позже более доступные её варианты Model 22 и 28.
Постепенно производство переезжает из США в Японию, а Superscope выкупает контрольный пакет акций Standard Radio Corp. Все это приводит к тому, что в 1975 название последней меняется на Marantz Japan Inc.
Компания продолжает производить высококачественную mid-range Hi-Fi и Hi-End аппаратуру, но и конкуренция на мировых рынках увеличивается. В результате все свои активы (кроме американских и канадских), права на торговую марку Marantz и все представительства компании были проданы концерну Philips. А к 1992 году голландский гигант приобрел и дилерскую сеть в США и Канаде.

## Период Philips в истории Marantz
Сразу начался переход к технологиям цифровой звукозаписи — чистый аналог ушёл в прошлое. В первую очередь стали продвигаться CD-проигрыватели Marantz, например, CD-63, выпуск которого состоялся в 1982 году.
А в 1985 выходит цифровой усилитель мощности DPM-7, в 1991 мир увидел CD-рекордер CDR1 — высокие технологии вернулись, а Marantz постепенно восстанавливает утраченные позиции.
В 1997 в возрасте 86 лет умер основатель компании Сол Маранц.
А в 2001 Marantz Japan Inc. приобрела все права на торговую марку, выкупила все заграничные филиалы, занимающиеся продажей, и период Philips подошел к концу.

## D&M Holdings
Уже через год, в 2002 году, Denon и Marantz объединились в D&M Холдинг — это стало началом новой вехи в истории развития компании. Тем более, что в 2008 Philips продает оставшиеся акции, которые теперь полностью принадлежат D&M Holdings — на этом 28 лет партнерства заканчиваются.
Сегодня Marantz производит Hi-Fi аппаратуру в трех сериях: Range Series, отличающуюся многофункциональностью и гибкостью возможностей, Style Series, характеризующуюся элегантностью дизайна и простотой, и Premium Series, класса Hi-End. Успеху многих своих разработок компания Marantz в значительной степени обязана талантливому разработчику Кену Ишивата (англ. Ken Ishiwata).